# 段家站
段家站是一个沈山线上的铁路车站，位于辽宁省黑山县段家乡，建于1941年，目前为五等站，邮政编码为121406。目前客运：办理旅客乘降；不办理行李、包裹托运；不办理货运营业。